# 无眼平头鳅
无眼平头鳅（学名：Oreonectes anophthalmus），又稱無眼嶺鰍，为輻鰭魚綱鯉形目條鳅科嶺鳅属的鱼类，被IUCN列為異危保育類動物，是中国的特有物种。分布于岩洞内地下水中、广西武鸣县城关镇夏黄村起凤山太极洞的地下河中等，常生活于地下河，本魚體延長，體前半部圓柱形但稍凹陷，後部扁平，頭寬而圓，具觸鬚3對，無眼，身體無鱗片，體淡粉紅色，魚鰭透明，背鰭位於體中央後側，尾鰭圓形，背鰭軟條9枚，臀鰭軟條7枚，體長可達3.7公分。该物种的模式产地在广西武鸣县起风山太极洞内地下水中。
2013年10月20日，武鸣县伊岭村雅亭屯村民家中水井也发现两条无眼岭鳅。